# 世明大学
世明大學（韓語：세명대학교）是一所位於韓國忠清北道堤川市的私立大學。該校成立於1991年，現任校長是金裕盛（김유성）。該校的財源來自於1987年成立的大元敎育財團，其董事長是權寧禹（권영우）。

## 參照
- 大元敎育財團（朝鲜语：대원교육재단）
- KD運輸集團（朝鲜语：KD운송그룹）
  - 京畿高速（朝鲜语：경기고속）
  - 大元高速（朝鲜语：대원고속）
  - 大元旅客（朝鲜语：대원여객）
  - 大元交通（朝鲜语：대원교통）
  - 平安運輸（朝鲜语：평안운수）
  - 大元巴士（朝鲜语：대원버스）

## 外部連結
- 世明大學官方網站*（页面存档备份，存于）